# Laboratorios Profidén
Laboratorios Profidén es un edificio perteneciente al Movimiento Moderno situado al norte del Paseo de la Castellana en Madrid (España). Actualmente está ocupado por la empresa alemana Volkswagen.

## Descripción
Los antiguos laboratorios se encuentran muy cerca de la playa de vías de la estación de Chamartín. El edificio fue diseñado por Ramón Vázquez Molezún y José Antonio Corrales para Profiden SA como planta industrial, laboratorios y oficinas dedicadas a investigación y fabricación. El edificio destaca por su horizontalidad y el juego de volúmenes escalonados con efecto de ingravidez siguiendo las técnicas de Le Corbusier. Su estructura general de hormigón armado y cuenta con un mosaico y móvil sobre vitrina volada, en acceso, de Joaquin Vaquero.
Posteriormente el inmueble fue adquirido por Volkswagen y funciona como concesionario, conocido como Castellana Wagen. El proyecto Madrid Nuevo Norte plantea su conservación e integración en el nuevo eje de crecimiento de Madrid.